# Gonia nigra
Gonia nigra är en tvåvingeart som först beskrevs av Brooks 1944.  Gonia nigra ingår i släktet Gonia och familjen parasitflugor. Inga underarter finns listade i Catalogue of Life.